# Sylvia Schattauer
Sylvia Schattauer (* 7. Juli 1979 in Zittau) ist eine deutsche Physikerin und seit dem 1. November 2023 Präsidentin der TU Clausthal.

## Leben
Schattauer studierte Elektrotechnik mit dem Schwerpunkt Umwelttechnik/Regenerative Energien in Berlin. Sie promovierte 2010 über Hybride Dünnschicht-Solarzellen aus mesoporösem Titandioxid und konjugierten Polymeren an der Universität Potsdam zum Dr.-Ing. Als Postdoc forschte sie am Fraunhofer-Institut für Angewandte Polymerforschung (IAP) im Bereich der organischen Elektronik. Weiterhin war sie für Heliocentris und für die Bundesanstalt für Materialforschung und -prüfung tätig. Ab 2011 arbeitete sie für die Fraunhofer-Gesellschaft, zwischen 2019 und 2022 war sie stellvertretende Institutsleiterin des Fraunhofer-Instituts für Mikrostruktur von Werkstoffen und Systemen (IMWS), ab 2022 war sie kommissarische Institutsleiterin des Fraunhofer-Instituts für Windenergiesysteme (IWES). Seit dem 1. November 2023 ist sie Präsidentin der TU Clausthal. Sie ist Mitglied des nationalen Wasserstoffrates.
Schattauer ist Mutter von vier Kindern und lebt in Naumburg.